# Лабкович, Владимир Николаевич
Владимир Николаевич Лабкович (бел. Уладзімір Мікалаевіч Лабковіч, род. 22 октября 1978 года в г. Минске, Республика Беларусь) — белорусский правозащитник, юрист правозащитного центра «Весна», координатор кампании «Правозащитники за свободные выборы», вошел в шорт-лист Премии правозащитного сообщества Беларуси за 2022 год в номинации «Правозащитник года», политзаключенный.
3 марта 2023 года был приговорен к семи годам лишения свободы в колонии в условиях усиленного режима и крупному штрафу.

## Биография[3]
Владимир Лабкович родился 22 октября 1978 года в Минске в семье инженеров. По окончании школы поступил на юридический факультет Института современных знаний, закончил его в 2000 году. В течение двух лет работал юрисконсультом в различных организациях.
Прежде чем стать правозащитником, В. Лабкович занялся политикой, вступив в 1996 году в Партию БНФ. В 1997 году, еще студентом, он стоял у истоков создания молодежной оппозиционной организации «Молодой фронт».
В 1998 году В. Лабкович принял приглашение руководителя «Весны» Алеся Беляцкого стать волонтером организации. С 2002 года начал постоянно работать в «Весне». В первые годы работы Лабкович участвует в правозащитных пикетах, организовывает семинары и конференции, посвященные проблеме защиты прав человека в Беларуси. С 2001 года «Весна» начинает наблюдать за выборами, и Лабкович активно включается в кампанию, проходит специальные курсы для наблюдателей.
28 октября 2003 года Верховный суд Беларуси принял решение о ликвидации «Весны» в связи с недовольством властей активным участием ее сотрудников в наблюдении за президентскими выборами в 2001 году. Решение суда правозащитники назвали политически мотивированным.
В знак протеста руководитель «Весны» Алесь Беляцкий, а также его соратники Владимир Лабкович, Валентин Стефанович, Олег Жлутко, Владимир Величкин, Микола Леменовский, Дмитрий Соловьев и Алексей Колчин сели на пол в зале суда и начали скандировать: «Позор!» В результате чего были выведены из здания суд и доставлены в Ленинский РУВД города Минска. Там на них составили протоколы за «неповиновение законным требованиям сотрудников милиции».
29 октября 2003 года суд Ленинского района Минска оштрафовал Лабковича на десять базовых величин.
«Только мы знаем, что такое „Весна“. Это нельзя назвать семьей, потому что это не отражает в себе всю суть нашей команды. Когда посадили Алеся Беляцкого [первое задержание в 2011 году — прим.], я поздно вечером вернулся домой и только тогда понял, что „Весна“ — это внутренний мир, который есть у каждого из нас. „Весна“ — это мы», — говорил Владимир Лабкович.

## Арест и уголовное преследование 2023 года
В. Лабкович был задержан вместе с женой Ниной 14 июля 2021, в их квартире был проведен обыск. Первоначально Владимиру Лабковичу вместе с Алесем Беляцким и Валентином Стефановичем были предъявлены обвинения по ст. 243 Уголовного кодекса — «Уклонение от уплаты налогов». Правозащитников «Весны» обвиняли в том, что они «не зарегистрировали организацию, которой они управляют, в установленном порядке в качестве юридического лица, а также в качестве налогоплательщика, и не предоставили соответствующие сведения в налоговые органы, чем скрыли от налоговых органов сведения об осуществленных выплатах, лиц, выплативших от имени организации труда (оказавших услуги) и уклонившихся от признания организации налоговым агентом».
В конце сентября 2022 года уголовное дело в отношении Валентина Стефановича, Алеся Беляцкого, Владимира Лабковича и других членов «Весны» по ч. 2 ст. 243 УК было прекращено. Но правозащитников не освободили из-под стражи — им предъявили новые обвинения в контрабанде (незаконном перемещении через таможенную границу Евразийского экономического союза в крупном размере наличных денежных средств организованной группой) по ч. 4 ст. 228 Уголовного кодекса и в финансировании групповых действий, грубо нарушающих общественный порядок, по ч. 2 ст. 342 Уголовного кодекса. Известно, что претензии государства были всё к той же сумме денег, которая фигурировала в обвинении за неуплату налогов.
В письмах на волю Владимир Лабкович все полтора года содержания под стражей в СИЗО жаловался на ухудшение здоровья, а именно на постоянные головные боли, бессонницу и снижение зрения.
Суды по делу проходили в 2023 году. Вместе с В. Лабковичем судили Алеся Беляцкого и Валентина Стефановича.
В ходе судебного заседания 10 января 2023 года В. Лабкович жаловался на плохое самочувствие — накануне у него была высокая температура — и заявлял ходатайство о перерыве в судебном заседании; ходатайство было отклонено. После перерыва на обед он снова пожаловался на плохое самочувствие, и потребовал вызвать скорую. Медики осмотрели политзаключенного и заявили, что он может участвовать в судебном заседании.
В ходе судебного заседания правозащитники «Весны» содержались в клетке и в наручниках; из письменных принадлежностей у них был только стержень.
Прения сторон прошли 9 и 10 февраля, прокурор Александр Король запросил для Владимира Лабковича 9 лет колонии.
3 марта 2023 года судья Марина Запасник приговорила В. Лабковича к семи годам лишения свободы в колонии в условиях усиленного режима и крупному штрафу в размере 3000 базовых величин (111 000 белорусских рублей). Также суд постановил взыскать в солидарном порядке с Беляцкого, Стефановича, Лабковича и Соловьева сумму в размере 752 438 белорусских рубля 62 копейки (почти 300 000 долларов), которую они якобы «приобрели преступным способом» через «контрабанду организованной группой».
Судья Светлана Бондаренко рассмотрела апелляционный протест на приговор 21 апреля 2023 г. в Минском городском суде: апелляционные жалобы вясновцев и их защитников оставлены без удовлетворения, окончательные сроки не изменились.
21 апреля 2023 В. Лабкович был переведен для отбывания наказания в исправительную колонию № 17 в г. Шклов.

## Реакция на приговор
На приговор, вынесенный вясновцам, жестко отреагировали их коллеги и другие правозащитники, международное сообщество и простые белорусы. Эксперты ООН также выступили с заявлением.
Урсула фон дер Ляйен, глава Еврокомиссии:
«Я решительно осуждаю приговор режима Лукашенко лауреату Нобелевской премии мира Алесю Беляцкому и активистам „Весны“. Они должны быть освобождены. Их борьба за права человека и справедливость в Беларуси продолжится. Попытки заставить их замолчать потерпят неудачу. Мы донесем их голоса».
FIDH призвал к «жесткой международной реакции» на приговор правозащитникам «Весны»:
«После суда, который прошел с нарушениями, наши коллеги Алесь Беляцкий, Валентин Стефанович и Владимир Лабкович были приговорены к 10, 9 и 7 годам лишения свободы соответственно. Мы осуждаем этот жестокий и абсурдный приговор и призываем к жесткой международной реакции». 
Лукаш Ясина, пресс-секретарь МИД Польши:
«Польша выступает против политически мотивированных судебных процессов и призывает к освобождению всех политических заключенных».
24 марта 2023 года несколько экспертов ООН направили письмо (BLR 1/2023) белорусским властям, выразив опасения по поводу того, как проходило судебное разбирательство, и отметив, что оно, похоже, основывалось на политически мотивированных обвинениях. «Весна» документировала жестокие репрессии против демонстрантов, оспаривавших результаты президентских выборов 2020 года, и отстаивала права человека политических заключенных.
В другом письме, отправленном 15 декабря 2023 года (BLR 10/2023), эксперты ООН осудили признание «Весны» «экстремистским формированием», отметив, что данным образом центр клеймили за его правозащитную деятельность. Они также сослались на полученные ими сообщения о том, что во время судебного слушания против Алеся Беляцкого, Валентина Стефановича и Владимира Лабковича была произвольным образом задержана независимая иностранная журналистка для того, чтобы помешать ей вести репортаж. Беларусь не ответила на оба письма.

## Семья
На свободе Владимира ждут жена Нина Лабкович и трое детей: дочь и два сына-близнеца. По словам Нины, они знают, что их отец находится в заключении.
«Семья, интересы детей и мои для него всегда на первом месте. Мы всегда знали, что это наше плечо. Я всегда знала, что он меня поддерживает. Уладзь — это такой папа-папа, понимаете? Он действительно очень интересовался делами детей. Для него было очень важно присутствовать в каждом дне детей, знать, чем он может им помочь, как их поддержать.
Также на первом месте для него развитие детей. Наш условно старший сын [смеется, потому что мальчики — близнецы] очень любит поговорить о космосе, динозаврах, физике. И делал он это только с папой, потому что только он мог часами говорить о неизведанном и интересном, отвечая на все вопросы. Уладзь читал им сказки разными голосами, на ходу придумывал персонажей из разных мультфильмов. Дети всегда при этом так смеялись, что я говорила, что они не уснут после этих рассказов. А они смеются на всю квартиру, потому что папа это делает очень смешно.
При этом Уладзь — строгий папа. Он говорил, что нужно учиться, понимать границы, быть ответственным человеком».